# Ansouis
 Ansouis  es una población y comuna francesa, en la región de Provenza-Alpes-Costa Azul, departamento de Vaucluse, en el distrito de Apt y cantón de Pertuis.
Está integrada en la Communauté de communes Luberon - Durance.

## Demografía[2]
| 955 | 977 | 993 | 1 075 | 1 029 | 1 005 | 1 005 | 984 | 991 | 1 028 | 960 | 937 | 886 | 822 | 774 | 708 | 705 | 645 | 680 | 617 | 533 | 501 | 463 | 516 | 519 | 514 | 520 | 525 | 536 | 612 | 892 | 1 033 | 1 105 |
| Para los censos de 1962 a 1999 la población legal corresponde a la población sin duplicidades (Fuente: INSEE [Consultar]) |     |     |       |       |       |       |     |     |       |     |     |     |     |     |     |     |     |     |     |     |     |     |     |     |     |     |     |     |     |     |       |       |